# Nationella orden för trogen tjänst

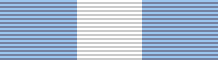
Släpspänne för Nationella orden för trogen tjänst

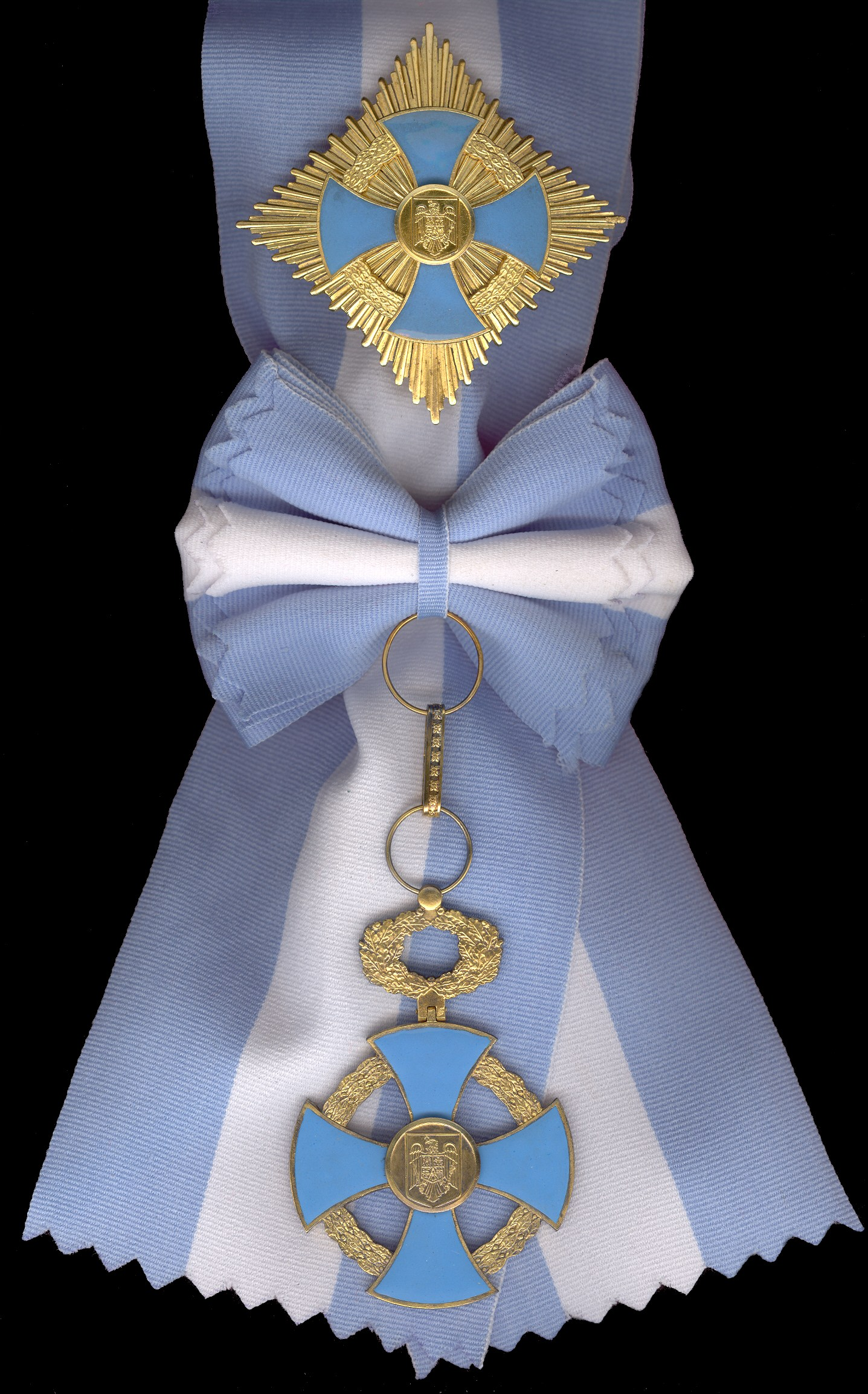
Nationella orden för trogen tjänst

Nationella orden för trogen tjänst (rumänska: Ordinul Național "Serviciul Credincios"), är en rumänsk orden instiftad 1932 av kung Carol II. Orden finns i fem grader och utges som en militär och civil förtjänstorden. Orden skapades ursprungligen som en medalj 1878 under kung Carol I. År 1906 lades ett kors till den existerande medaljen, som en överordnad klass. Under kung Carol II instiftades orden 1932 med fyra grader: storkors, storofficer, kommendör och officer. Mellan 1940 och 1948 utdelades endast medaljen. Det upplöstes av de kommunistiska myndigheterna 1948, tillsammans med alla andra rumänska dekorationer. Det återinfördes den 31 mars 2000 tillsammans med Korset för trogen tjänst och Medaljen för trogen tjänst. Det skiljer sig från 1932 års version i antalet grader. En grad av riddare (den lägsta) lades till. Orden utdelas för särskilda tjänster till Rumänien. Det utdelas också till utländska personligheter.